# Polemarch
Een polemarch (Oudgrieks πολέμαρχος/polemarchos) was de naam van een magistraat in verscheidene poleis (Griekse stadstaten). De naam is samengesteld uit twee oud-Griekse woorden, namelijk polemos (oorlog) en archos (aanvoerder). Het gaat hier dus om een legeraanvoerder.

## De Atheensearchon polemarchos
De bekendste polemarch is waarschijnlijk de Atheense archon polemarchos. Deze nam van de Atheense basileus (koning) het opperbevel over het leger over en zou dit nog lange tijd formeel blijven behouden, hoewel de strategoi in Athene steeds meer het bevel over het leger naar zich toetrokken.

## Anderepoleismet polemarchen
In Sparta en verscheidene steden in Boeotië kenden men polemarchen.

### De Spartaanse polemarch
De zes Spartaanse polemarchen lijken op gelijke hoogte met de koningen te hebben gestaan bij veldtochten buiten Laconië en stamden meestal af van een van de koninklijke huizen (Herodotos, VII 173.). Ze voerden elk een mora aan (Xenophoon, Rep. Lac. XI 4.), en soms zelfs hele legers (Herodotos, l.c.). Ze maakten deel uit van de koninklijke krijgsraad en de koninklijke escorte (δαμοσία) (Xenophoon, Hell. VI 4 § 14.). Ze kregen steun of werden vertegenwoordigd door officieren die συμφορεῖς. De polemarchoi stonden ook in voor de publieke maaltijden, zoals we ook kunnen opmaken uit het feit dat Lycurgus gezegd wordt de syssitia te hebben ingesteld met oorlogsdoeleinden, met name hun indeling in militaire eenheden opdat de Lakedaimoniërs zouden eten en vechten in dezelfde groep. Maar naast hun militaire en hieraan verwante functies, hadden ze ook burgerlijke en enige juridische bevoegdheden (cf. archon polemarchos in Athene).

### De Boeotische polemarch
In de poleis van Boeotië waren er zoals gezegd ook polemarchen, welke functie primair verbonden was met de oorlogsvoering van de polis.
Te Thebe bijvoorbeeld schijnen er twee - mogelijk jaarlijks verkozen - polemarchen geweest te zijn. Uit wat er gebeurde toen Phoebidas, de Lacedaemonische aanvoerder, de Cadmeia of citadel van Thebe innam (382 v.Chr.), mogen we opmaken dat ze in vredestijd met de uitvoerende macht van de staat bekleed werden en dus het gezag over de stad en het leger dat onder haar bevel stond (Xenophon, Hell. V 2 § 30.) Ze mogen echter niet verward worden met de boeotarchen.
Ook in Thespiae (Plutarchus, Demetr. 39.) waren er polemarchen, alsook in Aetolië (Polybius, IV 79.) - waar ze de overheid vormden in de enkele steden die de streek rijk was - en Arcadië. In Cynaetha in Arcadië werden de stadspoorten toevertrouwd aan de zorg van polemarchen die hen moesten bewaken bij nacht en sluiten bij nacht. De sleutels van de poort werden door hen bewaard (Id., IV 18.)

## Referentie
- R. Whiston, art. polemarchus, in W. Smith (ed.), A Dictionary of Greek and Roman Antiquities, Londen, 1870, p. 929.